# G5RV-antenne
En G5RV-radioantenne er en symmetrisk resonant system bestående af en dipolantenne med en balanceret transmissionslinje med en bestemt længde, der fungerer som radioantenne impedanstilpasning, fra dipolfødepunktet til et ubalanceret 50 ohm koaksialkabel. Koaksialkablet er ikke en del af G5RV-radioantennesystemet og kan derfor have en vilkårlig længde til radiotransceiveren.

## Oprindelse
Louis Varney (G5RV) opfandt denne radioantenne in 1946. 
G5RV-radioantennen er meget populær i USA. 
Antennen kan anvendes som en vandret dipol, som en skrå dipol, eller en inverteret-V antenne. Med en transmatch, kan den anvendes på alle HF-amatørradiobånd (3,5–30 MHz).

## Impedans
Dipolelementet er 15,55 meter og den impedanstilpassende balancerede transmissionslinje kan enten have en karakteristisk impedans på 300 ohm (8,84 meter) eller 450 ohm (10,36 meter). 
Som det er tilfældet med alle elektriske antenner, bør højden af G5RV over jorden være mindst en halv bølgelængde af den længste anvendte bølgelængde.
Den impedanstilpassende balancerede transmissionslinjes ender kan loddes direkte på et ubalanceret 50 ohm koaksialkabel (eller via en 1:1 balun) til radiotransceiveren,, men det tilrådes at anvende balun: Uden balun kan resultere i, at store radiofrekvensstrømme løber på ydersiden af koaksialkablets skærm, hvilket forårsager RF-interferens og forringer antennens polarisation og forstærkning grundet ændring af udstrålingsdiagrammet. En 1:1 strømbalun bør anvendes. 
Anvendelse af en balun har andre fordele såsom mindre modtagent støj og øget ydelse 
Hvis en balun ikke anvendes, anbefales 50 ohm kablet at være mindst 20 meter langt.
En transmatch er ikke nødvendig på antennens nominelle designfrekvens på 14 MHz.

## Afledte G5RV-radioantenner
Der er mange G5RV-radioantennevarianter. To varianter, kaldet (ZS6BKW-antenne, G0GSF-antenne) - og W0BTU-antenne, kan via deres design fungere med flere amatørradiobånd mellem 3,5–28 MHz uden en antennetuner.